# 奥田寛章
奥田 寛章（おくだ ひろあき、4月17日 - ）は、日本の男性声優。静岡県出身。マウスプロモーション所属。

## 略歴
アミューズメントメディア総合学院19期生。スクールデュオ卒業。
2016年4月1日から2022年3月まで賢プロダクションに所属していた。フリー期間を経て、2022年7月1日よりマウスプロモーションに所属。

## 人物
趣味・特技はダーツ、野球、ピアノ、卓球、パチンコ、スロット。方言は静岡弁。

## 出演
太字はメインキャラクター。

### テレビアニメ
2016年
- ViVid Strike!（不良）

2017年
- 進撃の巨人（2017年 - 2019年、調査兵団兵、調査兵、兵士、新兵） - 2シリーズ

2018年
- バジリスク 〜桜花忍法帖〜（武士）
- パズドラ（商店街店主B、外国人②）
- 新幹線変形ロボ シンカリオン（係員、引率の先生）
- 若おかみは小学生!（観客）
- 僕のヒーローアカデミア（2018年 - 2020年、警視庁幹部、男性受験者、TV解説者、公安委員、活瓶力也 他） - 2シリーズ
- 夢王国と眠れる100人の王子様（トム）
- からくりサーカス（2018年 - 2019年、誘拐組、ゾナハ病棟 医師、医師、チンピラ）
- ジョジョの奇妙な冒険 黄金の風（不良少年A、男C）
- ソードアート・オンライン アリシゼーション（クィネラの父）

2019年
- サザエさん
- ヴィンランド・サガ（イングランド兵）
- GRANBLUE FANTASY The Animation Season 2（帝国兵B）
- PSYCHO-PASS サイコパス 3（構成員）

2020年
- ちはやふる3（先生）
- 七つの大罪 神々の逆鱗（聖騎士）
- アルテ（従弟）
- 神達に拾われた男（課長）
- NOBLESSE -ノブレス-（軍人2、チンピラ）
- 『ヒプノシスマイク -Division Rap Battle-』Rhyme Anima（長津田）

2021年
- すばらしきこのせかい The Animation（汎用死神A）
- SCARLET NEXUS（怪伐軍）
- RE-MAIN（審判）
- 湖池屋SDGs劇場 サスとテナ（市民）
- ルパン三世 PART6（殺し屋⑦）
- 名探偵コナン（2021年 - 2023年、国分の彼氏、アナウンサー）

2022年
- ニンジャラ（忍者）
- ダンス・ダンス・ダンスール（二組担任）

2023年
- 忍たま乱太郎（先生、笠の男）
- るろうに剣心 -明治剣客浪漫譚- (2023)（山吉盛典）

2024年
- クレヨンしんちゃん（パーティー客C）
- 神は遊戯に飢えている。（使徒）
- 響け!ユーフォニアム3（吹奏楽部員）
- キャプテン翼シーズン2 ジュニアユース編（ハンブルク監督）
- 真夜中ぱんチ（居酒屋客）

2025年
- ウィッチウォッチ（石剛志）
- ヴィジランテ-僕のヒーローアカデミア ILLEGALS-（佐間津一目）

### 劇場アニメ
- 劇場版 進撃の巨人 後編〜自由の翼〜（2015年）
- 映画 プリキュアミラクルユニバース（2019年、パトロール隊員E）
- 甲鉄城のカバネリ 海門決戦（2019年、玄路兵、生松）
- きみと、波にのれたら（2019年、男D）

### Webアニメ
- Shenmue the Animation（2022年、長嶋、トニー、ラリー、顔良、張魯 他）

### ゲーム
- 進撃の巨人（2015年）
- 逆転オセロニア（2016年、ラムシオン[12]）
- クイズRPG 魔法使いと黒猫のウィズ（2018年 - 2022年、ベリコ・ピッギ、ルポーティ・ルファン）
- Galaxyz（2019年、クルス）
- モンスターストライク（2023年、塗壁[13]）
- UFOロボ グレンダイザー たとえ我が命つきるとも（2024年、大井、ドクター、ミッチェル、船員） - 日本語版
- スター・ウォーズ 無法者たち（2024年、ND-5[14]）

### 吹き替え

#### 映画
- アサシネーション・ネーション
- 足跡はかき消して
- iBOY
- A Second Chance
- ゲルニカ（マルコ・ナヴァス）
- ゴーストバスターズ/アフターライフ（男A[15]）
- ザ・キャッチ
- スパイダーマン:ファー・フロム・ホーム（フーリガン3[16]）
- タッカーとデイル 史上最悪にツイてないヤツら（チャック）
- ビトウィーン・トゥ・ファーンズ: ザ・ムービー（キャム）
- Beyond The Law（バーテン男1）
- フォールガイ[17]
- ホーム・チーム（英語版）
- 1 Chance 2 Dance

#### ドラマ
- 梨泰院クラス（チャン・グンウォン〈アン・ボヒョン〉）
- ヴィンチェンツォ[18]
- 埋もれる殺意〜26年の沈黙〜（アダム）
- Aリスト（ルカ）
- KILLJOYS/銀河の賞金ハンター
- クワンティコ/FBIアカデミーの真実
- コミンスキー・メソッド（ジュード）
- サブリナ: ダーク・アドベンチャー（カリバン）
- The OA
- THE BAY 〜空白の一夜〜（ニック・ムーニー〈マシュー・マクナルティ〉[19]）
- シカゴ P.D.
- セカンド・チャンス
- 捜査官カタリーナ・フス（ロバート〈フィリップ・ベルイ〉[20]）
- 孫悟空の遊勇伝（ブロン）
- 21サンダー（ステファン）
- トランスペアレント
- HAWAII FIVE-0（ジュニア・レインズ〈ビューラ・コアレ〉）
- フィアー・ザ・ウォーキング・デッド
- HOMELAND
- マリブ・レスキューチーム（スペンサー）

#### アニメ
- トランスフォーマー アドベンチャー -マイクロンの章-（ランサック）
- 百妖譜（チンピラ男）
- LEGO ジュラシック・ワールド（シンジン・プレスコット）

### ボイスオーバー
- プロジェクト・ランウェイ15（リック・ヴィラ）

### PV
- 4軍くん(仮）PV（2023年、先生[21]）
- 猫が如く PV（2023年、先輩ヤクザC[22]）
- BUNGO -ブンゴ- PV（2024年、審判・中継C[23]）

### シリーズ一覧
1. ↑  Season 2（2017年）、Season 3 Part 2（2019年）
2. ↑  第3期（2018年）、第4期（2019年 - 2020年）